# 特集オーディオドラマ
『特集オーディオドラマ』（とくしゅうオーディオドラマ）は、ラジオドラマ（オーディオドラマ）作品を放送するNHK-FM放送のラジオ番組である。

## 放送
毎週土曜日に放送している「FMシアター」をスケールアップしたものであり、不定期の土曜日22時から23時に放送される。

## 過去の放送
再放送作品を除く。
| 放送日                        | 作品名                                                   | 原作・作       | 主な出演者                                 | 備考                               |
| ----------------------------- | -------------------------------------------------------- | -------------- | ------------------------------------------ | ---------------------------------- |
| 1998年4月29日 1998年5月2日    | 神々の山嶺                                               | 夢枕獏         | 永島敏行 江守徹 織本順吉                   |                                    |
| 2000年1月2日 2000年1月4日     | 草原の椅子                                               | 宮本輝         | 橋爪功 佐藤満男 黒田福美                   |                                    |
| 2000年8月21日 2000年8月24日   | ラヂオ                                                   | 阿久悠         | 近藤正臣 國村隼 尾崎光洋                   |                                    |
| 2001年12月30日                | ニッポン・ラジオ・デイズ                                 | 吉村ゆう       | 加勢大周 茂森あゆみ 栗田貫一               |                                    |
| 2002年1月2日 2002年1月4日     | 赤い月                                                   | なかにし礼     | 松坂慶子 近藤正臣 益岡徹                   |                                    |
| 2002年8月10日 2002年8月11日   | 戦争童話集（第1夜・第2夜）                               | 野坂昭如       | 藤田弓子 笹野高史 稲垣隆史                 |                                    |
| 2002年8月17日 2002年8月18日   | 今だからあなたへ ～６０歳のラブレター～                  | NHK出版        | 倍賞千恵子 高橋長英 平野啓子               |                                    |
| 2003年1月1日                  | ニッポン・ハッピー・デイズ                               | 吉村ゆう       | 大沢樹生 鈴木ほのか 黒田アーサー           |                                    |
| 2003年5月3日                  | アフリカの絵本                                           | 伊集院静       | 大橋吾郎 モンティン・ルイーズ 松重豊       |                                    |
| 2003年5月4日                  | 怪し野                                                   | 大久保昌一良   | 平幹二朗 篠田三郎 毬谷友子                 |                                    |
| 2003年8月23日                 | 大黒屋光太夫                                             | 吉村昭         | 渡辺謙 久米明 北村和夫                     |                                    |
| 2004年1月3日                  | 浅間                                                     | 立松和平       | 田畑智子 松重豊 菅井きん                   |                                    |
| 2004年1月4日                  | カムバック、小野田少尉                                   | 下川博         | 小日向文世 小澤征悦 坂本あきら             | NHKエンタープライズ制作            |
| 2004年8月28日                 | 乳房                                                     | 市川森一       | 西田敏行 坂口芳貞 猪野学                   |                                    |
| 2005年8月6日                  | 君の名は（総集編）                                       | 菊田一夫       | 岸惠子 田中美里 萩原聖人                   | 復刻ラジオドラマ                   |
| 2005年8月14日                 | 見よ、蒼い空に白い星                                     | 毛利恒之       | 藤木勇人 久松夕子 最上莉奈                 |                                    |
| 2005年11月3日                 | ドラマ 古事記 ～神代篇～                                 | 市川森一       | 石坂浩二 戸田恵子 江守徹                   |                                    |
| 2006年11月18日 2006年11月25日 | ドラマ 古事記（第二部） ～まほろば篇～（第1夜・第2夜）   | 市川森一       | 石坂浩二 戸田恵子 江守徹                   |                                    |
| 2006年12月29日                | イノシシ ボンバイエ！                                    | 藤井青銅       | 佐藤正宏 別府あゆみ                        | 年忘れ青春アドベンチャースペシャル |
| 2007年1月6日                  | 東西南北夢花道                                           | 大久保昌一良   | 平幹二朗 近藤正臣 藤木孝                   |                                    |
| 2007年8月15日                 | 服部良一のモモタロウ                                     | 井出真理       | 高橋和也 佐藤正宏 山本郁子                 |                                    |
| 2007年11月17日 2007年11月24日 | ドラマ 古事記（第三部） ～愛憎篇～（第1夜・第2夜）       | 市川森一       | 石坂浩二 戸田恵子 江守徹                   |                                    |
| 2009年1月3日                  | 女歌夢の道行                                             | 大久保昌一良   | 石川さゆり 近藤正臣 石田太郎               |                                    |
| 2010年1月2日 2010年1月3日     | 祖国を想う 沖縄を想う ～ドラマ照屋敏子伝～（前編・後編） | 高木凛         | 若村麻由美 山崎銀之丞 小竹伊津子           |                                    |
| 2011年1月3日                  | 雪姫 遠野おしらさま迷宮                                  | 寮美千子       | 渋谷はるか 樹木希林 大門真紀               |                                    |
| 2011年8月13日                 | 空の防人                                                 | 原田裕文       | 太賀 染谷将太 馬渕英俚可                   | 名古屋放送局制作                   |
| 2011年12月24日                | 鳥の名前の少年 あるいは、ある小惑星探査機の冒険          | オカモト國ヒコ | 石田ひかり 野波麻帆 宮本信子               |                                    |
| 2012年8月18日                 | 橋爪功ひとり芝居 おとこのはなし                          | オカモト國ヒコ | 橋爪功                                     |                                    |
| 2013年1月20日                 | 希望                                                     | 原田裕文       | 三田佳子 雛形あきこ 大塚道子               |                                    |
| 2013年7月27日                 | 星を掘れ！                                               | 朱野帰子       | 川口覚 大塚明夫 岡田達也                   |                                    |
| 2013年8月17日                 | 瑞穂のくに                                               | 大河内聡       | 石田太郎 岸井ゆきの 渡辺大                 |                                    |
| 2014年1月2日                  | 交響詩 ジーンとともに ～たった一羽の渡り鳥～             | 加藤幸子       | 渋谷はるか 石川由依 大西玲子               |                                    |
| 2015年1月17日                 | 翔ぶ少女                                                 | 原田マハ       | 村川絵梨 古和咲紀 渋谷天外                 | 大阪放送局制作                     |
| 2015年3月19日 2015年3月20日   | ニッポン・ローリング・デイズ ～浅草レビュー青春物語～    | 吉村ゆう       | 瀬川亮 三宅裕司 中村メイコ                 | 初回放送：ラジオ第1                |
| 2015年8月15日                 | 昭和20年のベートーベン ～焼跡に響いた第九～              | 伴一彦         | 倍賞千恵子 野波麻帆 吉見一豊               |                                    |
| 2016年1月2日                  | 青き風吹く                                               | 相良敦子       | 須賀健太 江守徹 加藤虎ノ介                 |                                    |
| 2016年8月13日                 | わが心のジェニファー                                     | 浅田次郎       | フォーンクルック幹治 うじきつよし 赤根那奈 |                                    |
| 2017年1月2日                  | アシマの銃、セギルの草笛                                 | 矢内文章       | 石川由依 坂本真綾 鯨井康介                 |                                    |
| 2017年8月13日                 | ピンザの島                                               | ドリアン助川   | 林遣都 渡辺いっけい 深川麻衣               |                                    |
| 2018年1月6日                  | 春麻呂の夢                                               | 相良敦子       | 西井幸人 渡辺徹 竹下景子                   |                                    |
| 2018年8月10日 2018年8月18日   | 73年前の紙風船（50分短縮版） 73年前の紙風船（60分版）    | 吉野万理子     | 瀬戸康史 貫地谷しほり 辻萬長               | 初回(短縮版)放送：ラジオ第1        |
| 2019年1月2日                  | サウンドミュージカル 雪色オルゴール                      | まきりか       | 昆夏美 福井晶一 フランク莉奈               |                                    |
| 2019年8月8日 2019年8月10日    | 遙かな旅 蝶の道（50分版） 遙かな旅 蝶の道（60分版）      | 吉野万理子     | 吉本実憂 瀬川亮 須藤理彩                   | 初回(50分版)放送：ラジオ第1        |
| 2020年1月4日                  | 歌が生まれる                                             | 一色伸幸       | ソニン 渡部豪太 江守徹                     |                                    |
| 2020年8月15日 2020年8月22日   | おやつのいくさ（前編・後編）                             | 一色伸幸       | 若村麻由美 吉本実憂 松田洋治               | 初回放送：ラジオ第1                |
| 2020年12月26日                | 君を探す夏（50分版）                                     | 桑原亮子       | 八木莉可子 蒔田彩珠 草間リチャード敬太     | 大阪局・大津局制作                 |
| 2021年8月14日 2021年8月21日   | 鐘を鳴らす子供たち（前編・後編）                         | 古内一絵       | 山崎智史 柴崎楓雅 田代輝                   |                                    |
| 2021年12月25日                | きみに微笑む、クリスマス                                 | 菊地百恵       | 貫地谷しほり 鶴田真由 渡部豪太             |                                    |
| 2022年8月13日                 | さざ波のみち                                             | 相良敦子       | 井上小百合 入野自由 平田広明               |                                    |
| 2022年12月24日                | 真夜中のプラネタリウム                                   | 兵藤るり       | 萩原みのり 長村航希 畦田ひとみ             | 名古屋放送局制作                   |
| 2023年9月23日                 | 仙市と小夜                                               | 井出真理       | 藤井隆 壮一帆 香寿たつき                   |                                    |
| 2024年12月21日                | うつくしい靴                                             | 本山航大       | 滝藤賢一 東野絢香 名村辰                   |                                    |
| 2025年3月22日                 | １９７５年に生まれて                                     | 古川健         | 山口馬木也 田村芽実 成河                   |                                    |
| 2025年8月16日                 | おやすみ、サマークエスト                                 | 上原哲也       | 高杉真宙 朝倉あき 前田勝乃心               |                                    |